# 藤田三三三
藤田 三三三（ふじた ささみ、1961年10月10日 - ）は、埼玉県出身の俳優。
早稲田大学演劇学科卒業。有限会社プロダクション・タンク所属。

## 出演

### テレビ

#### NHK
- 利家とまつ（2002年、NHK総合）
- 時々迷々（2009年9月、NHK教育） - 田中先生

#### 日本テレビ
- 水曜グランドロマン「それでも僕は母になりたい」（1990年7月18日）
- 87%（2005年1月 - 3月）
- 神はサイコロを振らない（2006年1月 - 3月）
- ユウキ（2006年8月26日）
- ホタルノヒカリ（2007年7月 - 9月）
- おせん（2008年4月 - 6月）
- スクラップ・ティーチャー〜教師再生〜（2008年10月 - 12月）

#### TBS
- 夢で逢いましょう（2005年4月 - 6月）
- 女系家族（2005年7月 - 9月）
- 大好き!五つ子GO!!（2005年）
- 愛の劇場「ラブレター」（2008年11月 - 2009年2月） - 司会者
- コウノドリ（2015年10月23日）

#### フジテレビ
- 花村大介（2000年）
- 愛しき者へ（2003年4月 - 6月）
- 僕と彼女と彼女の生きる道（2004年1月 - 3月）
- 1リットルの涙
- アンフェア（2006年1月 - 3月）
- 偽りの花園（2006年4月 - 6月）
- 医龍2（2006年4月 - 6月）
- 太陽と海の教室（2008年7月 - 9月）
- チーム・バチスタの栄光（2008年10月 - 12月）
- 非婚同盟（2009年1月 - 4月）
- ヴォイス〜命なき者の声〜（2009年3月2日） - 東凛大学海外研修プログラムの面接官

#### テレビ朝日
- はみだし刑事情熱系4（1999年11月3日）
- 相棒2（2004年2月18日） - 刑事
- 富豪刑事（2005年1月27日）
- 相棒6（2008年1月30日） - リタイヤウォーカーの息子

#### CBC
- ウルトラシリーズ
  - ウルトラマンネクサス（2004年）
  - ウルトラマンメビウス（2006年） - GUYS警備兵

#### WOWOW
- パンドラ（2008年4月・5月）

#### BS-i
- ケータイ刑事 銭形泪 2ndシーズン

### 映画
- セクシーエイリアンの逆襲
- 痴漢白書7～もうひとりの君に
- HINOKIO（2005年7月9日、松竹）

### 舞台
- 近代能楽集
- 夏の夜の夢
- から騒ぎ
- 十二夜
- リア王
- 夜叉ヶ池（2003年）

### CM（ナレーション）
- リーブ21
- ワーテックス